# Полуніна Олена Борисівна
Олена Борисівна Полуніна (нар.1975, Дніпро) — український дипломат. Тимчасова повірена у справах України в Королівстві Данія (2008—2009), Тимчасова повірена у справах України в Королівстві Швеція (2019—2020).

## Життєпис
Народилася 12 листопада 1975 року в Дніпрі. У 1998 році закінчила Інститут міжнародних відносин Київського національного університету імені Тараса Шевченка. У 2000 році закінчила юридичний факультет Київського національного університету імені Тараса Шевченка. 
На дипломатичній службі в системі МЗС України працює з 1998 року.
Радник Посольства України в Королівстві Данія.
З 2008 по 2009 та у 2010 — Тимчасова повірена у справах України в Королівстві Данія. У цей період віднайшла ряд архівних матеріалів-доказів про діяльність першої місії УНР в Копенгагені по вулиці Упсалагеде, 36, провела низку переговорів з міською радою для отримання дозволів, замовила пам'ятну дошку, забезпечила її урочисте відкриття, що зробила разом із тодішнім Головою Верховної Ради України Володимиром Литвином. 
У взаємодії з Дансько-українським товариством вдало реалізувала проєкт зі встановлення погруддя Т.Шевченку у Копенгагені , який 24 вересня 2010 році було урочисто відкрито заступником Міністра закордонних справ України Павлом Клімкіним та тодішнім Головою Дансько-українського товариства Іваном Нестером. 
Наступним віховим та результативним проєктом Олени Полуніної стало підписання двостороннього Меморандуму між оборонними відомствами України та Данії про здійснення спільної операції на о.Гренландії "Козаки на кризі", яку згодом було перейменовано на операцію "Північні соколи". 
1 квітня 2009 року на перших шпальтах газети «Berlingske» Олена Полуніна в коментарі «Україна хоче ближче до Заходу» закликала саміт НАТО надати Україні чіткі сигнали щодо вступу до НАТО.
10-11 липня 2010 року брала участь в ювілейній конференції ОБСЄ «20 років Копенгагенського документа ОБСЄ: стан та майбутні перспективи» в ролі члена української делегації — тимчасової повіреної у справах України у Данії.
26 серпня 2010 року, Олена Полуніна виступила з привітанням до 19-й Дня незалежності України, який відзначався у найстарішому театрі Данії, Театральному музеї в Театрі придворних, на якому були присутні багато гостей дипломатів, українців діаспори, друзів України у Данії.
15-17 травня 2016 року в ролі радника Посольства України у Швеції супроводжувала Президента Світового Конґресу Українців (СКУ) Євгена Чолія під час його робочого візиту до Стокгольма, який він присвятив зміцненню зв'язків та майбутній співпраці СКУ з високопосадовцями, громадянським суспільством та українською громадою у Швеції.
19-20 травня 2016 року в ролі Тимчасової повіреної у справах України в Королівстві Швеція, брала участь у стокгольмському семінарі «Палестинські права», де розглядалися шляхи до мирного, незалежного та сталого розвитку Держави Палестина.
З 2019 року — Тимчасова повірена у справах України в Королівстві Швеція.
6 листопада 2019 року взяла участь у вшануванні пам'яті українців, похованих на міському цвинтару Скугширкоргорден м. Стокгольм, у рамках ініціативи Української жіночої організації в Швеції «Українці Швеції: великі, відомі й невідомі».
У День української писемності та мови, у день вшанування пам'яті Преподобного Нестора-Літописця Олена Полуніна вручила грамоти Міністерства освіти України та Посольства України у Королівстві Швеція лауреатам ІХ Міжнародного мовно-літературного конкурсу учнівської та студентської молоді ім. Т. Г. Шевченка.
3 лютого 2020 року провела у Посольстві України в Швеції тематичну зустріч з представниками українських громадських осередків у контексті спільного відзначення Дня Соборності України. У заході брала участь ветеран першого українського осередку, колишній депутат Шведського Риксдагу, кавалер Ордена «За заслуги» Марія Хасан.